# Metrodor de Làmpsac
|  | No s'ha de confondre amb Metrodor de Làmpsac el Jove. |

Metrodor de Làmpsac (grec antic: Μητρόδωρος, llatí: Metrodorus), va ser un filòsof grec, contemporani i amic d'Anaxàgores. Va néixer a Làmpsac.
Va escriure sobre Homer, establint que les seves històries eren una al·legoria per representar els poders i els fenòmens físics. Plató en parla breument al diàleg Ió, tant d'ell com d'Estesímbrot i de Glaucó, indicant que tots tres estaven relacionats amb les interpretacions al·legòriques que feien d'Homer. Metrodor equipara Helena, la figura central dels poemes homèrics, en braços del seu raptor, amb la Terra, centre de l'Univers, íntimament abraçada per l'aire. L'Èter s'identifica amb Agamèmnon, i Aquil·les i Hèctor amb Hèlios i Selene. La seva originalitat recau en el fet que va donar un significat còsmic als herois, i no pas als déus, i substitueix els agents sobrenaturals de la mitologia per causes naturals. Seguint l'escola d'Anaxàgoras assimilava també diferents déus menors a vísceres corporals, però aquest tema només es coneix fragmentàriament. Metrodor va morir l'any 464 aC.